# Birger Jensen (Fußballspieler)
Birger Jensen (* 1. März 1951 in Kopenhagen; † 4. April 2023) war ein dänischer Fußballspieler auf der Position des Torwarts.

## Laufbahn
Jensen erhielt seine fußballerische Ausbildung im Nachwuchsbereich seines Heimatvereins B 1903 Kopenhagen, bei dem er 1969 auch seinen ersten Profivertrag erhielt. Aufgrund seiner guten Leistungen hütete er bald das Tor der dänischen U-21-Nationalmannschaft und zwischen 1973 und 1979 insgesamt 19 Mal das Tor der dänischen A-Nationalmannschaft.
1974 verpflichtete ihn der belgische Spitzenverein FC Brügge, bei dem er von 1974 bis 1988 unter Vertrag stand und mit dem er in diesem Zeitraum fünfmal die belgische Fußballmeisterschaft und zweimal den belgischen Pokalwettbewerb gewann. Außerdem erreichte Birger mit dem Club zweimal ein europäisches Pokalfinale, das in beiden Fällen (UEFA-Pokal 1975/76 und Europapokal der Landesmeister 1977/78) gegen den FC Liverpool verloren wurde.

## Erfolge
- Belgischer Meister: 1976, 1977, 1978, 1980, 1988
- Belgischer Pokalsieger: 1977 und 1986
- Europapokalfinalist: 1976 (UEFA-Pokal) und 1978 (Europapokal der Landesmeister)